# Hotel Westin Libertador
The Westin Lima Hotel & Convention Center, denominado simplemente como Hotel Westin Libertador, es un rascacielos de estilo posmoderno ubicado en el distrito de San Isidro, en la ciudad de Lima, capital del Perú. Alberga un hotel que pertenece a la marca Westin, de la firma Marriott International. Con 120 metros, es el cuarto edificio más alto de la ciudad y del Perú.

## Características
Se ubica en el distrito de San Isidro. Tiene 30 pisos, 4 sótanos y alcanza una altura de 120 metros. Su construcción costó 130 millones de dólares, lo que lo convierte en el 5° edificio más costoso de Suramérica.
El hotel se inició con el soft-opening el 16 de mayo de 2011 y fue inaugurado oficialmente el 27 de mayo Pertenece a la empresa Intursa, controlada por el Grupo Breca. El terreno pertenecía originalmente a la familia Brescia.